# Алферьево (Ленинградская область)
Алфе́рьево — деревня в Хваловском сельском поселении Волховского района Ленинградской области.

## История
Деревня Оферьево упоминается на карте Санкт-Петербургской губернии А. М. Вильбрехта 1792 года.
На карте Санкт-Петербургской губернии Ф. Ф. Шуберта 1834 года она обозначена как деревня Олферьева.

ПАЛЬЦЕВО — деревня принадлежит поручику Саблину, число жителей по ревизии: 14 м. п., 10 ж. п.

АЛФЕРЬЕВО — деревня принадлежит поручику Саблину, число жителей по ревизии: 14 м. п., 10 ж. п.. (1838 год)

Деревня Олферьева отмечена на карте Ф. Ф. Шуберта 1844 года.

ПОЛЬЦОВО или АЛФЕРОВО — деревня господ Головина, Сахарова и Сузделева, по просёлочной дороге, число дворов — 3, число душ — 10 м. п. (1856 год)

АЛФЕРОВО (ПАЛЬЦОВО) — деревня владельческая при озере Кусягском, число дворов — 5, число жителей: 12 м. п., 10 ж. п. (1862 год)

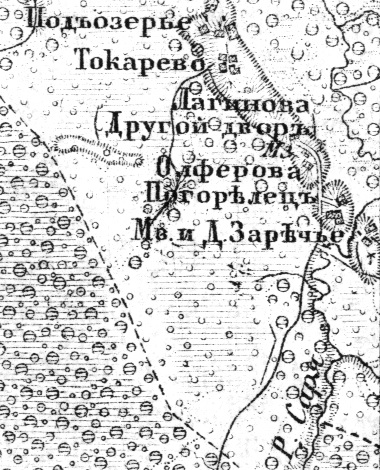
Деревня Алферьево на карте 1872 года

Согласно карте Ф. Ф. Шуберта 1872 года деревня называлась Олферова.
Согласно материалам по статистике народного хозяйства Новоладожского уезда 1891 года имение при селении Алферьево площадью 45 десятин принадлежало жене коллежского советника П. П. Петровой и было приобретено в 1883 году за 100 рублей, второе имение при селении принадлежало также ей.
Согласно епархиальным сведениям 1899 года деревня относилась к приходу Спасо-Преображенской церкви (ранее Николаевской, Николаевского Сясьского погоста) в селе Кусяги.
В конце XIX — начале XX века деревня административно относилась к Хваловской волости 2-го стана Новоладожского уезда Санкт-Петербургской губернии.
По данным «Памятной книжки Санкт-Петербургской губернии» за 1905 год деревня называлась Алферьево и входила в состав Ранского сельского общества.
Согласно военно-топографической карте Петроградской и Новгородской губерний издания 1915 года деревня называлась Олферова.
Согласно карте Ленинградской области Северо-западного аэрогеодезического треста ГГУ издания 1932 года деревня насчитывала 3 крестьянских двора. В деревне находилась часовня и ветряная мельница.
По данным 1933 года деревня называлась Алферово и входила в состав Урицкого сельсовета Волховского района.
По данным 1966, 1973 и 1990 годов деревня Алферьево входила в состав Хваловского сельсовета.
В 1997 году в деревне Алферьево Хваловской волости проживал 1 человек, в 2002 году — также 1 человек (русский).
В 2007 году в деревне Алферьево Хваловского СП — также 1 человек.

## География
Деревня расположена в юго-восточной части района на автодороге Дудачкино — Погорелец-Хваловский.
Расстояние до административного центра поселения — 17 км.
Расстояние до ближайшей железнодорожной станции Колчаново — 35 км.
Деревня находится близ правого берега реки Кусега.

## Демография
| 1838 | 1862 | 1997 | 2007 | 2010 | 2017 |
| ---- | ---- | ---- | ---- | ---- | ---- |
| 48   | ↘31  | ↘1   | →1   | ↗3   | ↘1   |

### Национальный состав
Согласно данным Всероссийской переписи населения 2021 года в деревне проживали 2 человека, все русские.